# Duisbergia
La duisbergia (gen. Duisbergia) è una pianta estinta appartenente alle licofite. Visse nel Devoniano medio (circa 365 milioni di anni fa) e i suoi resti sono stati ritrovati in Europa.

## Descrizione
Questa pianta era alta circa due metri, e possedeva un fusto robusto e slanciato, privo di rami e con una base a forma di mazza. L'apice era ricoperto da una densa corona di foglie, disposte lungo una stretta elica, a lamina laciniata e ristretta alla base. Gli ultimi segmenti consistevano in foglie a ventaglio, lunghe circa 5 centimetri. Sembra che in alcuni esemplari la corona di foglie si biforcasse in due. Il sistema vascolare di Duisbergia era probabilmente polistelico, e fossili ben conservati provenienti dalla Germania indicano che vi era uno xilema secondario disposto ad anello.

## Classificazione

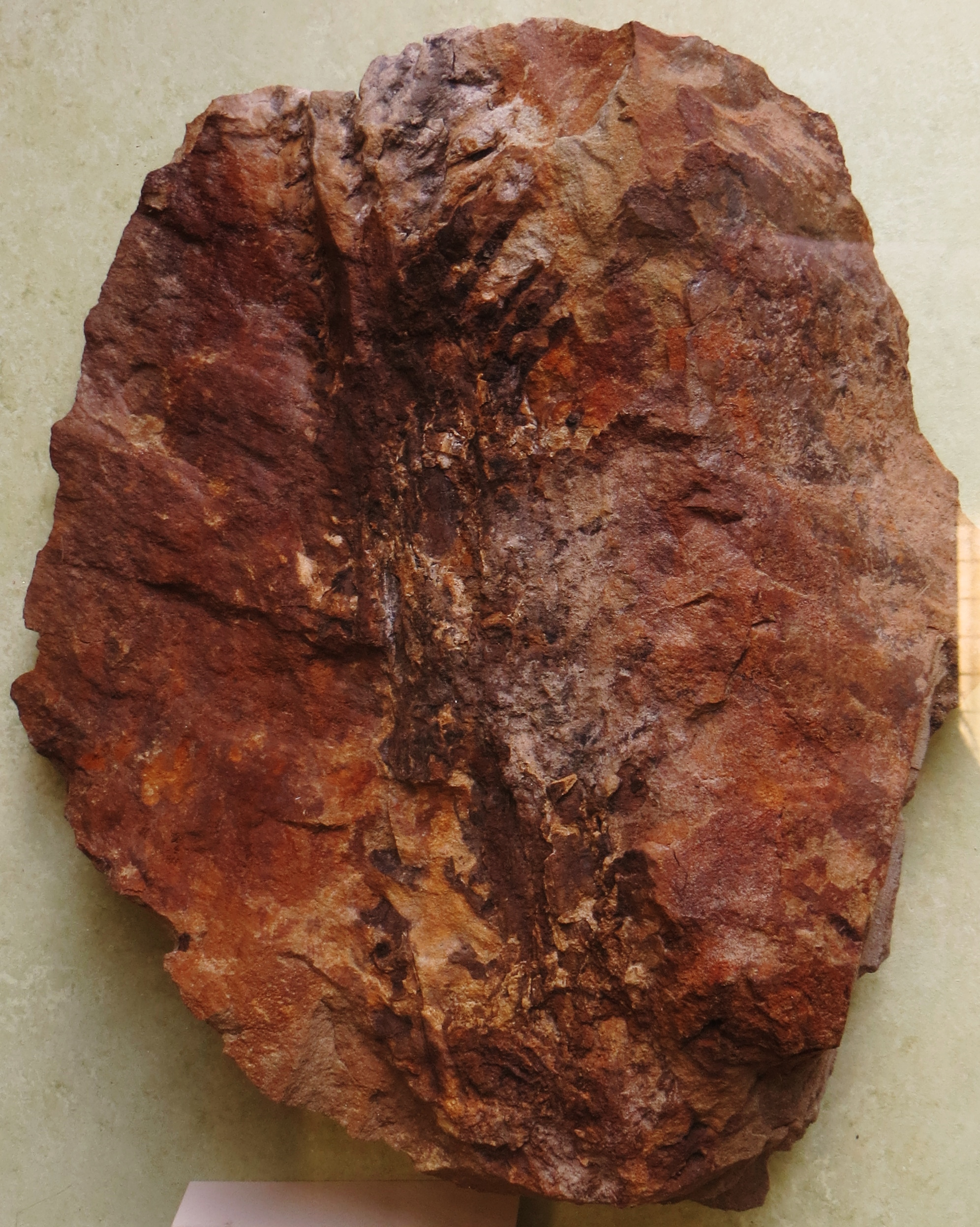
Fossile di Duisbergia mirabilis

In generale, alcuni aspetti di Duisbergia ricordano licopsidi successive come Sigillaria e Pleuromeia, ma altre caratteristiche la allontanano dalle licopsidi. Altri studiosi ritengono che Duisbergia possa essere avvicinata al genere Pseudosporochnus, anch'esso del Devoniano. Altri ancora ritengono che da Duisbergia possano essere derivate le piante cladoxilali o le noeggeratiali. Le specie più note di Duisbergia erano D. mirabilis e D. macrociccatricosus.